# Гладышево (Некоузский район)
Гладышево — деревня в Некоузском районе Ярославской области России. 
В рамках организации местного самоуправления входит в Волжское сельское поселение, в рамках административно-территориального устройства — в Шестихинский сельский округ.

## География
Расположена на левом берегу Волги (Рыбинского водохранилища), в 95 км к северо-западу от Ярославля и в 22,5 км к востоку от райцентра, села Новый Некоуз.
В 1 км к юго-западу находится посёлок Волга.

## Население
| 2007 | 2010 |
| ---- | ---- |
| 200  | ↘118 |

Согласно результатам переписи 2002 года, в национальной структуре населения русские составляли 98 % из 178 жителей.